# Caffè Borghetti
Borghetti ist ein italienischer Kaffee-Likör.

## Geschichte
Caffè Borghetti wurde 1860, im Gründungsjahr Italiens, erfunden.
Im 19. Jahrhundert wurde in Italien Espresso oft nach arabischer Art kalt getrunken und mit einem Schuss Alkohol versehen. Signore Borghetti, ein Kaffeehändler aus Ancona, stellte für seine anspruchsvolle Kundschaft eine besondere, eigene Mischung her. Diese Eigenmischung wurde von der Kundschaft bald „Caffè Borghetti“ genannt.
1978 erfolgte die Übernahme des Hauses Borghetti durch Fratelli Branca Distillerie S.r.L., weltweit bekannt durch die Marken Fernet Branca und Fernet Brancamenta.

## Herstellung
Grundlage dieser Spezialität sind auserlesene Arabica- und Robusta-Bohnen, die frisch geröstet und gemahlen werden. Anschließend wird sofort klassisch echter Espresso zubereitet, aus dem in einem aufwendigen, in über 100 Jahren eigens entwickelten Verfahren Borghetti Espresso Liqueur entsteht. Es werden keine Farbstoffe oder geschmacksverstärkende Aromen verwendet.
Borghetti hat einen Alkoholgehalt von 25 Vol.-%. Das betrifft zumindest die in Deutschland üblicherweise erhältlichen Flasche mit 0,7 Liter Inhalt.

## Verwendung
Caffè Borghetti genießt man pur on the Rocks, als Corretto, als Shot mit Rahm, als White Russian, als Longdrink oder aber auch mit Vanille Glace oder im Tiramisu.

## Vertrieb
In Deutschland und Österreich erfolgt der Vertrieb seit 2019 über die Firma Eggers & Franke.